# Walancina Żurauska
Walancina Iosifauna Żurauska (biał. Валянціна Іосіфаўна Жураўская, ros. Валентина Иосифовна Журавская, Walentina Iosifowna Żurawska; ur. 7 sierpnia 1959 w Szachtarsku) – białoruska nauczycielka i polityk, w latach 2008–2016 deputowana do Izby Reprezentantów Zgromadzenia Narodowego Republiki Białorusi IV i V kadencji.

## Życiorys
Urodziła się 7 sierpnia 1959 roku w mieście Szachtarsk, w obwodzie donieckim Ukraińskiej SRR, ZSRR. Ukończyła Miński Państwowy Instytut Pedagogiczny im. Maksima Gorkiego, uzyskując wykształcenie metodystki pracy wychowawczej i nauczycielki etyki i psychologii życia w rodzinie. Pracę rozpoczęła jako szwaczka 3. oddziału Mińskiej Fabryki Galanterii Skórzanej im. Kujbyszewa. Następnie pracowała jako kontrolerka działu kontroli technicznej w tej fabryce, mistrzyni szkolenia przemysłowego, inżynier I kategorii Uczelni Zawodowo-Technicznej Nr 43 w Mińsku, starsza mistrzyni, zastępczyni dyrektora ds. pracy edukacyjno-wychowawczej Wyższej Zawodowo-Technicznej Uczelni Przemysłu Lekkiego Nr 43 w Mińsku, dyrektor Szkoły Średniej Nr 38 w Mińsku, dyrektor Mińskiego Państwowego Zawodowo-Technicznego Koledżu Przemysłu Lekkiego.
27 października 2008 roku została deputowaną do Izby Reprezentantów Białorusi IV kadencji z Kalwaryjskiego Okręgu Wyborczego Nr 104. Pełniła w niej funkcję członkini Stałej Komisji ds. Przemysłu, Zespołu Paliwowo-Energetycznego, Transportu, Łączności i Przedsiębiorczości. Od 13 listopada 2008 roku była członkinią Narodowej Grupy Republiki Białorusi w Unii Międzyparlamentarnej. 18 października 2012 roku została deputowaną do Izby Reprezentantów V kadencji z Matusewickiego Okręgu Wyborczego Nr 103. Pełniła w niej funkcję zastępczyni przewodniczącego Stałej Komisji ds. Budownictwa Państwowego, Samorządu Lokalnego i Regulaminu. Jej kadencja w Izbie Reprezentantów zakończyła się 11 października 2016 roku.

## Odznaczenia
- Gramota Pochwalna Zgromadzenia Narodowego Republiki Białorusi;
- Odznaka „Wybitny Pracownik Oświaty”[1];
- Podziękowanie Prezydenta Republiki Białorusi[5].

## Życie prywatne
Walancina Żurauska jest mężatką, ma córkę.